# Canal Irtish-Karagandá
El canal Irtish-Karagandá, también transliterado a veces como canal Irtish-Qaraghandy es una de las principales infraestructuras hídricas desarrolladas durante la Unión Soviética, junto al canal de Karakum. Nace en el río Irtish, un afluente principal del río Obi y lleva agua hasta la ciudad de Karagandá, en la zona oriental de lo que hoy en día es Kazajistán.
El Irtish era un río en el que se había desarrollado desde antiguo un tráfico fluvial y en el que se habían instalado instalaciones hidroeléctricas. Fue objeto de uno de los más grandiosos proyectos de ingeniería: revertir el flujo de algunos ríos que "inútilmente" desembocan en el océano Ártico para convertir Siberia en una tierra fértil. Nunca llevado a cabo, fue sustituido por este proyecto. Comenzado a construir en 1962, tiene como objetivo potenciar la agricultura en las vastas tierras vírgenes de Asia Central así como facilitar el transporte de los recursos mineros de la región. En 2002, se conectó al río Ishim y con él al sistema de abastecimiento de la capital kazaja, Astaná. Se ha sugerido la posibilidad de ampliarlo con varios proyectos con fines a desarrollar las zonas adyacentes de Kazajistán y China (Karamai).
- Datos: Q588769
- Multimedia: Irtysh–Karaganda Canal / Q588769